# Adam Herman
Adam Jamison Herman (nacido el 26 de septiembre de 1991 en Vancouver, Washington) es un jugador de baloncesto estadounidense que actualmente pertenece a la plantilla de los Hiroshima Lightning de la BJ League, la segunda división japonesa. Con 1,99 metros de altura juega en la posición de Ala-Pívot.

## Escuela secundaria
Se formó en el Prairie High School de su ciudad natal, Vancouver, Washington. En su temporada sophomore ayudó al equipo a aparecer en el torneo estatal. Fue el capitán del equipo en sus dos últimos años. En su último año, su año senior promedió 23 puntos (60,5 % en tiros de campo) y 10 rebotes. Al final de su temporada senior fue elegido MVP del equipo y en el mejor quinteto del estado por Northwest Hoops, nombrado jugador del año de la GSHL y nominado McDonald's All-American.

## Universidad
Tras graduarse en 2010, asistió a la Universidad de Concordia, situada en Portland, Oregón, perteneciente a la División II de la NAIA y donde cumplió su periplo universitario de cuatro años (2010-2014).

### Concordia
En su primera temporada, su temporada sophomore (2010-2011), jugó 30 partidos (22 como titular) con los Cavaliers con un promedio de 14,1 puntos (64,1 % en tiros de campo (64,7 % en tiros de 2 y 42,9 % en triples) y 69,5 % en tiros libres) y 5,8 rebotes en 29,9 min. Fue el 2º máximo anotador y el 3º máximo reboteador de su equipo. Quedó el 1º del equipo en puntos totales (423).
Tuvo el 7º mejor % de tiros de campo de la División II de la NAIA. A final de temporada fue elegido en el mejor quinteto de la Cascade Collegiate Conference.
mejor quinteto de la Cascade Collegiate Conference.
mejor quinteto de la Cascade Collegiate Conference, tercer mejor quinteto NAIA All-American.
jugador del año de la Cascade Collegiate Conference, mejor quinteto de la Cascade Collegiate Conference, mejor quinteto NAIA All-American y mejor quinteto NAIA All-American por la NABC

## Trayectoria profesional

### Plasencia Extremadura
El 18 de agosto de 2014, el Plasencia Extremadura de la Liga EBA, la cuarta división española, anunció su fichaje para la temporada 2014-2015.
Disputó 24 partidos de liga con el conjunto extremeño, promediando 23,6 puntos (56,1 % en tiros de campo, 61,8 % en tiros de 2, 37,9 % en triples y 73,8 % en tiros libres), 6,5 rebotes y 1,3 asistencias en 35 min de media.
Fue el 2º máximo anotador, el 20º máximo reboteador, el 15º en rebotes ofensivos por partido (2,2), el 23º en rebotes defensivos por partido (4,2), el 2º en min por partido, el 4º en valoración (23,4), el 2º en faltas recibidas por partido (5,4), el 5º mejor % de tiros de 2, el 10º mejor % de triples y el 17º mejor % de tiros libres del Grupo D de la Liga EBA.